# John B. Larson

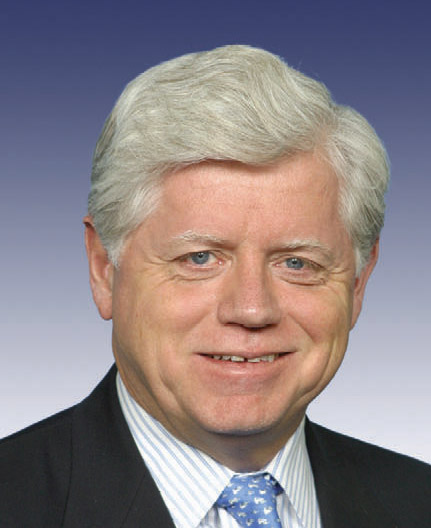
John B. Larson

John Barry Larson, född 22 juli 1948 i Hartford, Connecticut, är en amerikansk demokratisk politiker. Han representerar delstaten Connecticuts första distrikt i USA:s representanthus sedan 1999.
Larson gick i skola i East Hartford High School. Han utexaminerades 1971 från Central Connecticut University i New Britain, Connecticut. Han var ledamot av delstatens senat 1986-1998.
Kongressledamoten Barbara B. Kennelly kandiderade utan framgång i guvernörsvalet i Connecticut 1998. Larson vann kongressvalet och efterträdde Kennelly i representanthuset i januari 1999. Han har omvalts fem gånger.